# Мальковицька сільська рада
Мальковицька сільська́ ра́да (біл. Ма́лькавіцкі сельсавет) - адміністративно-територіальна одиниця у складі Ганцевицького району Берестейської області Білорусі. Адміністративний центр — агромістечко Мальковичі.
Створена 12 жовтня 1940 року в Ганцевицькому районі Пінської області. З 08.01.1954 — у Берестейській області. З 25 грудня 1962 року по 30 липня 1966 року в Лунинецькому районі.

## Населення
За переписом населення Білорусі 2009 року чисельність населення сільської ради становить осіб, з них  білоруси,   росіян,  поляк,   українці . 

## Склад
У складі сільської ради села: Липськ та Мальковичі